# فرونت
فرونت (به ایتالیایی: Front) یک کومونه در ایتالیا است که در استان تورین واقع شده‌است.

## خصوصیات
فرونت ۱۰٫۶ کیلومترمربع مساحت و ۱٬۷۵۳ نفر جمعیت دارد و ۲۷۰ متر بالاتر از سطح دریا واقع شده‌است.